# Helen Quinn
 (Melbourne
) es una física australiana naturalizada estadounidense cuyas contribuciones en la búsqueda de una teoría unificada para los tres tipos de interacciones de partículas (fuerte, electromagnética y débil) fueron reconocidos por varios premios, incluyendo la Medalla Dirac del ICTP. En 2005 fue nombrada Oficial de Honor de la Orden de Australia, «por su servicio a la investigación científica del campo de la física teórica y la educación» (el premio era honorífico porque ya no era ciudadana australiana).

## Biografía
Estudió en Victoria (Australia) y cursó sus estudios superiores en la Universidad de Melbourne antes de mudarse a los Estados Unidos en su transferencia a la Universidad Stanford. Recibió su Ph.D. de Stanford en 1967, en una época en que menos del 2 % de los físicos eran mujeres. Hizo su trabajo posdoctoral en el DESY (Sincrotrón Alemán de Electrones), ubicado en Hamburgo (Alemania). Pasó otros siete años en la Universidad de Harvard antes de regresar a Stanford, donde actualmente es profesora de Física en el Stanford Linear Accelerator Center.

## Contribución a la física
En su labor al lado de Howard Georgi y Steven Weinberg, demostró cómo los tres tipos de interacciones de partículas (fuertes, electromagnéticas y débiles), que tienen diferentes formas de afectar el entorno que rodea al ser humano, se vuelven extremadamente similares a los procesos de alta energía y así los tres aspectos podrían ser una única fuerza unificada. También sugirió una posible simetría, no exacta, del universo (ahora conocida como simetría Peccei-Quinn) para explicar cómo las interacciones fuertes pueden mantener simetría CP (la simetría entre materia y antimateria) cuando no existen las interacciones débiles. Una consecuencia de esta teoría es una partícula conocida como axión —que aún no ha sido observado—, pero es uno de los candidatos para la materia oscura que impregna el universo.
Explicó cómo la física de los quarks puede utilizarse para predecir ciertos aspectos no cubiertos por la física de hadrones (que son partículas hechas de quarks), independientemente de la estructura del hadrón en cuestión (en colaboración con Enrico Poggio y Steven Weinberg).  Esta propiedad útil ahora se conoce como la dualidad de quarks y hadrones.
Ha impartido charlas públicas en varios países sobre «la antimateria perdida», en la que propone que esta área de investigación es prometedora. Ha tenido un largo compromiso con la educación. En California, trabaja con maestros de primaria y secundaria para acercar y emocionar la física a los estudiantes. Preside la Junta de Educación de la Ciencia del Consejo Superior de Investigaciones Científicas (NAS) y ha participado en varios de sus estudios.

## Algunas publicaciones
- con Yossi Nir, The mystery of missing antimatter, Princeton University Press 2008

- Quinn: The CP puzzle of the strong interactions. En Dirac Lecture. 2001.
- Quinn: B-Physics and CP Violation. En Trieste Lectures. 2001.